# Галеотто II Пико делла Мирандола
Галео́тто II Пи́ко де́лла Мира́ндола (итал. Galeotto II Pico della Mirandola; 31 мая 1508, Мирандола, синьория Мирандола — 2 ноября 1550, Париж, Королевство Франция) — аристократ из рода Пико; синьор Мирандолы и граф Конкордии с 1509 по 1513 год (совместно с дядей Джанфранческо II), граф Конкордии с 1513 по 1533 год, синьор Мирандолы и граф Конкордии с 1533 по 1550 год. Кондотьер. Кавалер ордена Святого Михаила (1540).

## Биография

### Ранние годы
Родился 31 мая 1508 года в Мирандоле. Он был единственным сыном в семье Лудовико I Пико, синьора Мирандолы и графа Конкордии и Франчески Тривульцио, внебрачной дочери Джан Джакомо Тривульцио, маршала Франции. Восприемниками при крещении Галеотто были император Максимилиан I, урбинский герцог Гвидобальдо да Монтефельтро и феррарская герцогиня Лукреция Борджа.
Его отец в составе армии папского государства участвовал в войне Камбрейской лиги и погиб 15 декабря 1509 года, попав в засаду в Полезелле. Наследственные права Галеотто II поддержали император Максимилиан I и римский папа Юлий II. Они признали его правление во владениях дома Пико с регентством матери, вдовствующей синьоры Мирандолы и графини Конкордии. Однако та обратилась к французскому королю с просьбой оградить власть Галеотто II от притязаний со стороны его дядьки Джанфранческо II Пико, который претендовал на правление во всех владениях дома Пико согласно имперской инвеституре, полученной им 28 апреля 1494 года. В 1502 он был незаконно лишён младшими братьями единоличного правления.
С началом конфликта Святого Престола с французским королевством в 1510 году, римский папа Юлий II стал считать всех союзников французского короля на Аппенинском полуострове своими врагами. 18 декабря 1510 года папская армия захватила Конкордию, 20 января 1511 года — Мирандолу. Вместе с матерью, Галеотто II укрылся на территории Миланского герцогства. Вскоре французская армия восстановила его власть в Мирандоле. Стороны прибегли к имперскому суду во главе с посланником императора, гуркским епископом Маттеусом Лангом. Интересы Галеотто II при императорском дворе представлял мантуанский маркграф Франческо II Гонзага. 13 октября 1513 года епископ вынес решение, согласно которому владения дома Пико были разделены на две суверенные части — синьорию Мирандола, которую получил Джанфранческо II, и графство Конкордия, которое отошло к Галеотто II.

### Брак и потомство
Желая закрепить союзнические отношения с французским королевством, вдовствующая синьора Мирандолы и графиня Конкордии обручила сына с Ипполитой Гонзага (ум. 1571), дочерью Лудовико Гонзага, графа Саббьонеты. Церемония обручения состоялась 24 апреля 1514 года. Опираясь на военную помощь со стороны дядьки невесты, кондотьера Федерико Гонзага, мать Галеотто II смогла оградить владения сына от посягательств со стороны Джанфранческо II Пико.
7 августа 1524 года состоялась церемония бракосочетания Галеотто и Ипполиты. В их семье родились шестеро детей — три сына и три дочери:
- Ливия, сочеталась браком с графом Луиджи Рондинелли-ди-Феррара;
- Лудовико (1527—1568), синьор Мирандолы и суверенный граф Конкордии под именем Лудовико II с 1550 года, сочетался в 1553 году первым браком с Ренатой д’Эсте (ум. 1555), дочерью кардинала Ипполито д’Эсте, в 1560 году вторым браком с Фульвией да Корреджо (1543—1590) из рода суверенных графов Корреджо;
- Ипполито (ум. 1569), кавалер ордена Святого Михаила, погиб в битве при Жарнаке;
- Луиджи (1526—1581), епископ Лиможа, в 1561 году отказался от сана и сочетался браком с Элеонорой Вилла-ди-Феррара из рода графов Вилла-ди-Феррары;
- Сильвия, сочеталась браком с графом Франсуа III де Ларошфуко (1521—1572), графом де Ларошфуко;
- Фульвия[итал.] (1533—1607), сочеталась браком с графом Шарлем де Ларошфуко (1520—1583), графом де Рандан[1][2][3].

### Захват Мирандолы
В конфликте между императором Карлом V и французским королём Франциском I, Галеотто II занял французскую сторону. Он поддерживал тесные связи с французскими послами в Венецианской республике и Папском государстве и с феррарской герцогиней Рене Французской. В марте 1529 года поступил на службу к венецианцам и возглавил отряд из пятьсот аркебузиров и ста всадников. За год до этого он впервые напал на Мирандолу, но безуспешно. В ночь с 15 на 16 октября 1533 года, при поддержке мантуанского герцога Федерико II Гонзага, ему удалось захватить город. Во время сражения им были убиты его дядька Джанфранческо II Пико, двоюродный брат Альберто и единокровный брат Галеотто. Тётку-вдову, с оставшимися детьми, он заточил в крепость. Его действия вызвали большой общественный резонанс. Император Карл V посчитал их вызовом собственным привилегиям и повелел своему ставленнику в Милане, генералу Антонио де Лейве возбудить судебный процесс. Графу Конкордии было велено в течение двух недель передать Мирандолу под имперское управление и предстать перед специальной комиссией. Галеотто тянул время. Поражение имперской армии от французов в мае 1534 года в битве при Лауффен-ам-Неккаре отсрочило вторжение Карла V в его владения. Не имея возможности решить этот вопрос военным путём, 1 июля 1536 года император заочно приговорил Галеотто II к смертной казни как мятежника.

### Поздние годы
После разрыва отношений с императором, Галеотто правил в своих владениях, как независимый князь. В 1534 году он перешёл под покровительство французского короля Франциска I и отправил своих детей ко двору в Париже. В дальнейшем все его дочери стали фрейлинами королевы Екатерины Медичи, а две из них вышли замуж за французских аристократов. Париж оказывал Мирандоле финансовую и политическую поддержку. Французский король наградил Галеотто II орденом Святого Михаила и определил ему ежегодную пенсию в размере четырёх тысяч дукатов, которую выплачивало Лиможское епископство. В перемирии между Карлом V и Франциском I, заключённом в Ницце 18 июня 1538 года, Галеотто записал себя «вассалом наихристианнейшего короля».
Активное участие синьора Мирандолы и графа Конкордии на стороне французов в Итальянских войнах на территории Пьемонта с 1536 по 1544 год, укрепило стратегическое значение Мирандолы. В отношениях с империей он требовал, чтобы его дело рассматривалось в административном, а не в уголовном порядке. В мирном договоре, заключённом в Крепи 18 сентября 1544 года император фактически признал за ним правление в Мирандоле и подтвердил такое отношение в 1548 году в инструкциях к своему сыну, будущему испанскому королю Филиппу II.
Галеотто II толерантно относился к протестантам. При нём в Мирандоле находили убежище лица, обвинявшиеся папской инквизицией в ереси. Несмотря на репутацию вспыльчивого человека, в своих владениях он добился мирных отношений между конфликтовавшими семьями. Предпринятые им налоговые реформы в 1534—1536 годах укрепили экономическое положение Мирандолы. Он также значительно улучшил обороноспособность синьории за счёт укрепления фортификационных сооружений и увеличения численности армии.
Овдовев 10 сентября 1547 года, Галеотто II вернулся к предложению французской короны, которое ему было сделано в 1536 или 1537 году, и решил продать свои владения французскому королю Генриху II за 70 000 скудо и территории во французском королевстве. Идея не была до конца реализована. Он умер от заболевания органов дыхательных путей в Париже 2 ноября 1550 года и завещал похоронить своё сердце на родине (позднее оно было погребено в церкви Святого Франциска в Мирандоле). В своей последней воле Галеотто не просил молитв за упокой души и ничего не оставил церковным учреждениям. Большая часть владений была оставлена им старшему сыну Лудовико; двое других — Луиджи и Ипполито получили по малой части. Галеотто также отметил, что если его наследник окажется недостойным правителем, то народу следует заменить его на следующего преемника, и так, если потребуется, до последнего представителя в роду Пико.

## В культуре
В романе «Асканио», написанном в 1843 году Алесандром Дюма, Галеотто II Пико делла Мирандола упоминается в числе итальянских аристократов, сторонников французского короля. Синьор Мирандолы и граф Конкордии был знаком с Бенвенуто Челлини, который создал для него золотую шляпную булавку с жемчужиной.